# باري ريتشاردسون
باري ريتشاردسون (بالإنجليزية: Barry Richardson) (5 أغسطس 1969 في المملكة المتحدة - ) هو لاعب كرة قدم بريطاني في مركز الهجوم. لعب مع بريستون نورث إيند وستوكبورت كونتي وشيفيلد وينزداي ونادي بيتربورو يونايتد ونادي دونكاستر روفرز ونادي سندرلاند ونادي نورثامبتون تاون ونوتينغهام فورست ونادي سكاربورو ونادي غاينسبورو ترينيتي ونادي هاليفاكس تاون ولينكولن سيتي أف سي ونادي مانسفيلد تاون ونادي تشيلتنهام تاون لكرة القدم وويكمب وندررز وسيهام ريد ستار ‏.

## وصلات خارجية
- باري ريتشاردسون على موقع قاعدة بيانات كرة القدم.إي يو (الإنجليزية)
- باري ريتشاردسون على موقع Soccerbase.com (لاعب) (الإنجليزية)